# ロバート・エヴァレット
ロバート・リバーズ・エヴァレット（Robert Rivers Everett、1921年6月26日 - 2018年8月15日）は、アメリカ合衆国の計算機科学者である。マイターコーポレーションの名誉理事を務めた。
彼は1921年にニューヨーク州ヨンカーズで生まれた。1945年、ジェイ・フォレスターと共に、世界初のリアルタイム電子コンピュータの1つであるWhirlwindプロジェクトに従事した。1958年にはマイターコーポレーションの創立メンバーとなり、1969年から1986年まで社長を務めた。また、1988年から1989年まで防衛科学委員会委員長を務めた。
1983年には国防総省から特別功労賞を、1989年にはアメリカ国家技術賞を受賞した。
2009年には、国防総省への顕著な貢献に対して2008年のユージン・G・フビニ賞を受賞した。同年、MIT Whirlwindと半自動式防空管制組織(SAGE)における研究、および先端研究開発プロジェクトを生涯にわたって指揮してきたことに対して、コンピュータ歴史博物館フェローに選出（「コンピュータの殿堂」殿堂入り）された。